# Zhao Liying
Zhao Liying, (chinois simplifié : 赵丽颖 ; pinyin : Zhào Lìyǐng) née le 16 octobre 1987 à Langfang, est une actrice et chanteuse chinoise,,.

## Filmographie sélective

### Cinéma
- 2017 : Niu Aihua ou Zhang Suzhen dans Duckweed de Han Han
- 2018 : Souverain du pays des femmes dans The Monkey King 3 de Soi Cheang